# Opiaty

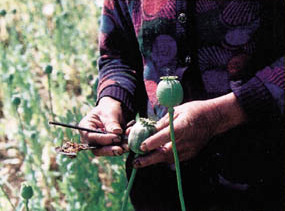
Zbiór makówek

Opiaty – substancje psychoaktywne pochodzące z opium. Najważniejsze z nich to morfina, kodeina, tebaina, narkotyna i papaweryna. Są to naturalne alkaloidy otrzymywane z soku mlecznego uzyskiwanego z niedojrzałych makówek. Z opiatów mogą być następnie otrzymywane chemicznie dalsze ich pochodne posiadające również aktywność farmakologiczną.
Termin ten często błędnie jest używany w odniesieniu do substancji leczniczych oddziałujących na receptory opioidowe, czyli opioidów.